# Thysanopyga bilbisaria
Thysanopyga bilbisaria là một loài bướm đêm trong họ Geometridae.